# Tomasz Plewiński
Tomasz Plewiński (ur. 1972, zm. 8 stycznia 2020) – polski tenisista stołowy.

## Życiorys
Karierę sportową zaczynał w SKS Wsola. W latach 1987–1993 reprezentował barwy Broni Radom. Jako junior, klasyfikowany był w czołowej dziesiątce w Polsce. Po awansie Broni Radom do Ekstraklasy przez dwa lata występował w podstawowym składzie, obok takich zawodników jak: Leszek Kucharski, Piotr Skierski czy Marcin Kusiński.
Jego największym sukcesem było drużynowe Mistrzostwo Polski w roku 1992.
Karierę zawodniczą kontynuował w Niemczech. Po powrocie do Polski prowadził własną działalność gospodarczą, w branży budowlanej.
Zmarł 8 stycznia 2020 w wieku 47 lat. Został pochowany na cmentarzu parafialnym we Wsoli. Kilka dni po jego pogrzebie odbył się III Otwarty Turnieju Tenisa Stołowego o Puchar Wójta Gminy Jedlińsk oraz pamięci Tomasza Plewińskiego.